# إمبريالية جديدة
الإمبريالية الجديدة (بالإنجليزية: New Imperialism)‏، هو مصطلح يشير إلى فترة التوسع الاستعماري المُعتمد من قبل القوى الأوروبية والولايات المتحدة الأمريكية واليابان خلال نهايات القرن التاسع عشر وبدايات القرن العشرين. شهدت هذه الفترة سعيًا غير مسبوق للاستحواذ على الأراضي الخارجية. دأبت الدول في ذلك الوقت على بناء إمبراطورياتها بالاعتماد على التطورات والتقدمات التكنولوجية، واحتلال بلدان أخرى لتوسيع الرقعة الجغرافية لأراضيها، واستغلال موارد الدول الخاضعة لسيطرتها. احتُلت جميع دول أفريقيا تقريبًا وأجزاء من آسيا من قبل القوى الغربية (واليابان)، كل منهم على حدة. عكست الموجة الجديدة من الإمبريالية التناحرات القائمة بين القوى العظمى، والرغبة الاقتصادية لهذه القوى في إيجاد موارد وأسواق جديدة لسلعهم، وميلها لتنفيذ «مهمة للتثقيف» في هذه الدول. نالت العديد من المستعمرات المؤسسة في هذه الحقبة استقلالها خلال حقبة إنهاء الاستعمار التي تلت الحرب العالمية الثانية.
استُخدمت الصفة «الجديدة» للتفريق بين الإمبريالية الحديثة والنشاطات الإمبريالية السابقة، كالموجة الأولى للاستعمار الأوروبي والتي وقعت بين 1402 و1815؛ إذ احتلت واستعمرت القوى الأوروبية كل من الأمريكيتين وسيبيريا، ومن ثم أسسوا بؤرًا استيطانيةً أخرى في أفريقيا وآسيا.

## نشأة
انتهت الحقبة الأولى من الإمبريالية الأوروبية بعد الثورة الأمريكية (1775-1783) وانهيار الإمبراطورية الإسبانية في أمريكا اللاتينية في وقتٍ ما قرب عام 1820. ساعدت هذه الثورات، وخاصة في بريطانيا العظمى، على إظهار عيوب المركنتيلية، وهي عقيدة التنافس الاقتصادي على الثروات المحدودة، والتي كانت من الدوافع الرئيسية للتوسع الإمبريالي السابق. ألغيت قوانين الغلال في عام 1846، وحققت شركات التصنيع مكاسب كبيرة جراء هذا الإلغاء؛ إذ أثرت اللوائح المفروضة من خلال قانون الغلال على أنشطتهم الاقتصادية بشكلٍ سلبي. تمكنت شركات التصنيع من الإتجار بحرية أكبر بعد إلغاء القوانين السابقة. ولهذا السبب، بدأت بريطانيا بتبني مفهوم التجارة الحرة.
قطفت بريطانيا ثمرة كونها القوة التجارية الحديثة الوحيدة في العالم، وذلك في الفترة التي تلت سقوط الإمبراطورية الفرنسية النابليونية وانعقاد مؤتمر فيينا عام 1815 وحتى نهاية الحرب الفرنسية البروسية في عام 1871. تمكنت بريطانيا، بوصفها «معمل العالم»، من إنتاج سلعٍ جاهزة ذات كفاءةٍ عالية وبسعرٍ زهيد مقارنة بالسلع المحلية المماثلة الموجودة في الأسواق الأجنبية، وتجهيز حصةٍ ضخمة من السلع المصنعة والمُستهلكة من قبل دولٍ كالولايات الألمانية وفرنسا وبلجيكا والولايات المتحدة الأمريكية.
ترافق تفتت الهيمنة البريطانية بعد الحرب الفرنسية البروسية، والتي دُحرت فيها فرنسا من قبل تحالف الولايات الألمانية تحت قيادة بروسيا، بتغيرات في الاقتصادات الأوروبية والدولية وفي توازن القوى القاري، وذلك بعد انهيار الوفاق الأوروبي المؤسس من قِبل مؤتمر فيينا. ساعد تأسيس دول قومية في كل من ألمانيا وإيطاليا على حل المشاكل الإقليمية التي أبقت المنافسين المحتملين متورطين في قضايا داخلية في قلب قارة أوروبا، والتي كانت تصب في مصلحة بريطانيا. اتسمت السنوات المحصورة بين 1871 و1914 بحالة من السلام شديد التقلب. كانت كل من ألمانيا وفرنسا متأهبتين للصراع بشكل دائم، وذلك بسبب سعي فرنسا لاستعادة إقليم الألزاس واللورين والذي احتلته ألمانيا على أثر الحرب الفرنسية البروسية، وتعاظم أطماع ألمانيا الإمبريالية.
احتدت المنافسة هذه بعد حلول الكساد الطويل ممتدًا للفترة 1873-1896، وهي فترة مطولة من الركود المالي يتخلله انكماش تجاري حاد، والتي ولدت ضغطًا على الحكومة لتشجيع قطاع الصناعة المنزلي، مما أدى لهجر التجارة الحرة بشكل واسع بين أوساط القوى الأوروبية (في ألمانيا منذ عام 1879 وفي فرنسا منذ عام 1881).

### مؤتمر برلين
سعى مؤتمر برلين لتدمير المنافسة الدائرة بين القوى من خلال تعيين «الاحتلال الفعّال» كمعيار دولي للاعتراف بأحقية ملكية أرض معينة، وخاصة في قارة أفريقيا. تطلب فرض قاعدةٍ مباشرة كقاعدة «الاحتلال الفعّال» اللجوء بشكل دائم للقوة المسلحة ضد الولايات والسكان المحليين المعارضين. قُمعت الثورات ضد الحكم الإمبريالي دون هوادة، وخاصة في حروب هيريرو وفي جنوب غرب أفريقيا الألمانية بين 1904 و1907 وانتفاضة ماجي ماجي في شرق أفريقيا الألماني من 1905 إلى 1907. كانت إحدى أهداف المؤتمر هو الوصول إلى اتفاقات بخصوص التجارة والملاحة والحدود الخاصة بوسط أفريقيا. حضرت 15 دولة للمؤتمر، لكن لم تكن أي منها أفريقية.
كانت كل من فرنسا وألمانيا وبريطانيا العظمى والبرتغال هي القوى الرئيسية في المؤتمر. قاموا بإعادة ترسيم حدود الدول الأفريقية دون الاكتراث بالحدود الثقافية واللغوية الموجودة أصلًا. قُسمت أفريقيا في نهاية المؤتمر إلى 50 مستعمرة مختلفة. تقاسمت الدول الحاضرة المستعمرات الجديدة بينها، وخططوا لإنهاء تجارة العبيد في أفريقيا بشكل غير واضح.

### بريطانيا خلال الحقبة
مثّلت حقبة الإمبريالية الجديدة في بريطانيا الوقت المناسب لإجراء تغييرات اقتصادية مؤثرة. كانت بريطانيا متقدمة من الناحية التكنلوجية على العديد من البلدان خلال غالبية القرن التاسع عشر، وذلك لأنها أول دولة تتجه للصناعة في وقتها. عند انتهاء القرن التاسع عشر، بدأت دول أخرى، مثل ألمانيا والولايات المتحدة الأمريكية، بمنافسة قوة بريطانيا التكنلوجية والاقتصادية. بعد احتكار بريطانيا للسوق لعدة سنوات، كافحت بريطانيا للاحتفاط بنفوذها الاقتصادي بعد بروز مجموعة من القوى وتأثيرها على السوق العالمي. في عام 1870، احتوت بريطانيا على 31.8% من القدرة التصنيعية العالمية في حين احتوت الولايات المتحدة الأمريكية على 23.3% واحتوت ألمانيا على 13.2%. انخفضت القدرة التصنيعية البريطانية بحلول عام 1910 إلى 14.7%، في حين ارتفعت القدرة التصنيعية للولايات المتحدة إلى 35.3% وألمانيا إلى 15.9%. انخرطت دول ألمانيا والولايات المتحدة الأمريكية في الحركة الإمبريالية، وذلك بعد النجاح الاقتصادي الذي حققوه، مما تسبب في مناضلة بريطانيا للحفاظ على حجم التبادل التجاري والاستثماري البريطاني في الخارج.
واجهت بريطانيا خلال بدايات القرن العشرين توترًا في علاقاتها الدولية مع ثلاثة من القوى التوسعية (اليابان وألمانيا وإيطاليا). لم تُهدد هذه القوى الثلاثة بريطانيا بشكلٍ مباشر قبل عام 1939، لكن التهديدات غير المباشرة لإمبراطوريتها كانت واضحة. خشيت بريطانيا من تهديد اليابان لمستعمراتها الخاصة في الشرق الأقصى وأراضيها في الهند كذلك، وتحديدًا في أستراليا ونيوزيلندا. كان لدى إيطاليا اهتمام واضح في شمال أفريقيا، والذي هدد النفوذ البريطاني في مصر، وهدد نفوذ ألمانيا في القارة الأوروبية أمن بريطانيا بشكل مباشر. خشيت بريطانيا من تفكك الاستقرار الدولي من قبل القوى التوسعية، ولهذا السبب، حاولت السياسة الخارجية لبريطانيا حماية الاستقرار في عالم سريع التغير. بعد تهديد استقرارها وممتلكاتها من قبل القوى التوسعية، قررت بريطانيا انتهاج سياسة التنازل بدلًا من المقاومة، وعُرفت باسم سياسة التسوية.
أثرت حقبة الإمبريالية الجديدة على سلوكيات العامة في بريطانيا تجاه فكرة الإمبريالية بحد ذاتها. آمن أغلب العامة أنه في حالة قيام الحركة الإمبريالية، فإنه من الأفضل أن تكون بريطانيا هي القوة المسيرة لها. ظن هؤلاء الأشخاص أنفسهم أن الإمبريالية البريطانية هي قوة نافعة للعالم. في عام 1940، أوضح المكتب الاستعماري للجمعية الفابية إمكانية تنمية أفريقيا على الصعيدين الاقتصادي والاجتماعي، ولكن حتى يحين وقت حصول هذه التنمية، فمن الأفضل لأفريقيا أن تبقى مع الإمبراطورية البريطانية.
على الرغم من وجود أشخاصٍ مناهضين للإمبريالية في بريطانيا في نهاية القرن التاسع عشر وبداية القرن العشرين، لكن لم تكن هنالك مقاومة فعلية للإمبريالية في الدولة بمجملها. شكلت هذه الصيغة الجديدة من الإمبريالية جزءً من الهوية البريطانية حتى نهاية حقبة الإمبريالية الجديدة في فترة ما قرب الحرب العالمية الثانية.